# Trafic d'influence
Pour les articles homonymes, voir Trafic et Trafic d'influence (film).
 (septembre 2009).
Le trafic d'influence est un délit qui consiste, pour une personne ou un dépositaire des pouvoirs publics, à recevoir des dons (argent, biens) de la part d'une personne physique ou morale, en échange de l'octroi ou de la promesse à cette dernière d'avantages divers (décoration, marché, emploi, arbitrage favorable, etc.). C'est une forme de corruption.

## Application
Le délit de trafic d'influence existe dans de nombreux pays tels que Belgique, Canada, France, Suède, Espagne, Portugal, Hongrie, Brésil, Italie.
La Convention européenne contre la corruption mentionne le trafic d'influence à son article 12.

### Droit canadien
Le trafic d'influence est le fait pour une personne (qui ne fait pas nécessairement partie du gouvernement) de proposer de se servir de son influence auprès du gouvernement pour en faire profiter une autre, en échange d'une récompense.
Il s'agit en quelque sorte de la zone grise de la corruption, non pas parce que l'on ne s'entend pas sur le principe, mais parce qu'il est difficile de définir dans la pratique en quoi consiste une influence légitime. Si l'on tente d'influencer le Parlement par une pétition ou si l'on se présente aux audiences d'un comité législatif, ces pratiques sont légitimes, tout comme le sont les tentatives pour influencer un parlement ou un conseil de ville, au moyen de manifestations publiques, quoique cette dernière forme d'influence soit généralement plus controversée (groupe de pression).
Toutefois, si un ministre favorise une loi sur l'exploitation minière, parce qu'elle va dans l'intérêt de la compagnie d'un vieil ami, ou s'il fait la promotion de politiques fiscales pour venir en aide à un ami manufacturier, il y a lieu de s'inquiéter, même si le ministre n'en tire aucun avantage personnel. Ce sont là des exemples de réseaux de « vieux amis » qui font que des décisions politiques se prennent non pas pour un avantage personnel, mais pour le bénéfice de ceux qui partagent les mêmes valeurs sociales et économiques que le ministre,,.

### Droit français
En droit pénal français, cette infraction, créée en 1889, est assimilée à de la corruption.
En France, pour endiguer ce phénomène, la loi (article 432-11 du code pénal) dispose que les avantages éventuellement consentis ou promis n'ont même pas besoin de donner lieu à la favorisation par influence du demandeur pour être constitutifs de l'infraction, ainsi il suffit de recevoir de l'argent pour constituer l'infraction. En cela on dit du trafic d'influence qu'il est une infraction formelle.
Elle a été créée à la suite du scandale des décorations de 1887, et réprimée, que l'on soit actif ou passif dans ce trafic d'influence. Elle est punie au maximum de 10 ans d'emprisonnement et de 2 000 000 € d'amende. Des peines complémentaires sont envisageables comme :
- l'interdiction des droits civiques, civils et de famille ;
- l'interdiction, pour une durée de cinq ans au plus, d'exercer une fonction publique ou d'exercer l'activité professionnelle ou sociale dans l'exercice ou à l'occasion de l'exercice de laquelle l'infraction a été commise ;
- l'affichage ou la diffusion de la décision prononcée dans les conditions prévues par l'article 131-35 du Code pénal[9].

Est également reconnue coupable de trafic d'influence, toute entité morale ou personne individuelle au service de l'État, d'un conseil régional, d'un conseil départemental, d'une municipalité, dont l'utilisation des biens ou des fonctions rattachées à l'État, à la région, au département, à la commune, ont servi à exercer un trafic ou réseau d’influence contraire aux principes républicains à l’égard des citoyens dans leur ensemble ou en particulier.